# Бельфо
Бельфо (фр. Belfaux) — громада  в Швейцарії в кантоні Фрібур, округ Сарін.

## Географія
Громада розташована на відстані близько 30 км на південний захід від Берна, 5 км на північний захід від Фрібура.
Бельфо має площу 8,9 км², з яких на 11,6% дозволяється будівництво (житлове та будівництво доріг), 57% використовуються в сільськогосподарських цілях, 31% зайнято лісами, 0,4% не є продуктивними (річки, льодовики або гори).

## Демографія
2019 року в громаді мешкало 3280 осіб (+17,4% порівняно з 2010 роком), іноземців було 29,8%. Густота населення становила 369 осіб/км².
За віковим діапазоном населення розподілялося таким чином: 24,9% — особи молодші 20 років, 60,8% — особи у віці 20—64 років, 14,3% — особи у віці 65 років та старші. Було 1265 помешкань (у середньому 2,6 особи в помешканні).
Із загальної кількості 764 працюючих 71 був зайнятий в первинному секторі, 240 — в обробній промисловості, 453 — в галузі послуг.